# Это пройдёт
«Это пройдёт» — девятый студийный альбом российской панк-группы «Порнофильмы», выпущенный лейблом «Союз Мьюзик» 28 января 2020 года.

## Создание альбома
После митингов летом 2019 года группа выложила в интернет одноимённую заглавную песню с альбома «Это пройдёт», Владимир Котляров пояснил её значение в своём инстаграме: «Мы и правда живём в очень сложное время. Думаю, уже каждый понимает, что Россия с каждой новой наглой выходкой гопников, узурпировавших власть, ещё глубже проваливается на дно. Не считаю себя вправе призывать или отговаривать кого‑то от участия в митингах. Кого‑то всё устраивает — кто‑то выходит на улицу, чтобы напомнить о своих правах. Сделайте этот выбор сами. В этом и есть весь смысл. Перемены наступают, лишь когда люди искренне этого хотят и готовы тратить на это своё время, силы, в том числе рисковать своей жизнью, а не выходят по чьей-то указке.»

## Отзывы
Негативное мнение об альбоме «Это пройдёт» высказал писатель Захар Прилепин: «Споют братьям и не братьям про то, что всё скоро кончится, как „Севастополь, Донецк и Луганск“, и прочая, перечисляемая в этой прекрасной песне, мерзота — по мнению авторов песни. Человек, который скажет, что в России нет демократии, и что у нас здесь то же самое, что и у них — лукавец или дурачок. Или недоразвитый ребёнок. Слушатель группы „Порнофильмы“. А также, по совместительству, её вокалист и автор песен». Писатель уточнил, что нельзя говорить о том, что в России нет демократии, раз песни группы находятся в ротации радиостанций.
Основатель и вокалист группы Radio Tapok, на следующий день после релиза альбома выпустил кавер на песню «Это пройдёт» и написал на своём YouTube-канале «…думаю, надо пацанам респект выразить! Очень рад за ребят, помню с недоумением смотрел как трушный панк рок 90х собирал неплохие залы для неизвестной команды в Москве, не думал что они так вырастут». «Володю Котлярова считаю сильнейшим Русским поэтом современности, главное, чтобы его не отправили в Сибирь».
Рецензент сайта InterMedia Алексей Мажаев пишет, что в песнях группы «есть юмор, но нет глубокомысленных намёков, цинизма и снисходительной иронии. Вместо этого „Порнофильмы“ демонстрируют отчаянные и искренние эмоции, не допуская фальши — вот почему поклонники им верят.» Также автор текста восхищается тем, что шесть из семи песен с альбома, сразу после его выхода заняли высокие места в топе прослушиваний «Яндекс Музыки». Рецензент обращает внимание, что песня «Нас догонит любовь» очень схожа мотивом с песней «Он был старше её» группы «Машина времени», «а припев отдаёт должное панк-року.»
Автор рецензии с сайта «Рок Волна» говорит, что вокалист группы «Володя Котляров сильный поэт и его стихи всегда находят отклик в сердцах людей.» При этом песня «Чужое горе» в «музыкальном плане очень сильно перегружена.» Рецензент сетует на то, что в альбоме «не оказалось былого драйва», присущего группе. А также альбом «перенасытили музыкально, пытаясь экспериментировать со своим саундом, моментально достигая максимальной отметки и с той же скоростью опускаясь вниз.»

## Цензура
Заглавная песня альбома «Это пройдёт» Роскомнадзором внесена в реестр запрещённых материалов 13 октября 2023 года Инициатором этого стал «неуказанный госорган», которым с большой долей вероятности является Генпрокуратура. Тогда же песня была удалена из «Яндекс Музыки», а Radio Tapok убрал кавер со своих канала YouTube и страницы «ВКонтакте».

## Список песен
| №                   | Название             | Длительность |
| ------------------- | -------------------- | ------------ |
| 1.                  | «Это пройдёт»        | 3:56         |
| 2.                  | «Дядя Володя»        | 3:11         |
| 3.                  | «Нас догонит любовь» | 3:47         |
| 4.                  | «Чужое горе»         | 3:24         |
| 5.                  | «Звёздочка»          | 5:12         |
| 6.                  | «Доброе сердце»      | 4:11         |
| 7.                  | «Уроки любви»        | 5:16         |
| Общая длительность: | Общая длительность:  | 28:57        |

## Участники записи
- Владимир Котляров — вокал
- Вячеслав Селезнёв — гитара
- Александр Русаков — гитара
- Кирилл Муравьёв — барабаны
- Александр Агафонов — бас